# Rościsław Iwanow-Ruszkiewicz
Rościsław Iwanow-Ruszkiewicz, né le 22 juin 1919, à Mikulicach, en Pologne et mort le 16 septembre 1990, à Kościan, en Pologne, est un ancien joueur de basket-ball et de volley-ball polonais.

## Palmarès
- 3e du championnat d'Europe 1946